# Municipio de Spring Creek (condado de Lee)
El municipio de Spring Creek (en inglés: Spring Creek Township) es un municipio ubicado en el condado de Lee en el estado estadounidense de Arkansas. En el año 2010 tenía una población de 496 habitantes y una densidad poblacional de 5,21 personas por km².

## Geografía
El municipio de Spring Creek se encuentra ubicado en las coordenadas 34°41′43″N 90°53′23″O / 34.69528, -90.88972. Según la Oficina del Censo de los Estados Unidos, el municipio tiene una superficie total de 95.12 km², de la cual 95,06 km² corresponden a tierra firme y (0,06 %) 0,06 km² es agua.

## Demografía
Según el censo de 2010, había 496 personas residiendo en el municipio de Spring Creek. La densidad de población era de 5,21 hab./km². De los 496 habitantes, el municipio de Spring Creek estaba compuesto por el 59,48 % blancos, el 37,5 % eran afroamericanos, el 0,81 % eran amerindios, el 0,2 % eran isleños del Pacífico, el 1,21 % eran de otras razas y el 0,81 % eran de una mezcla de razas. Del total de la población el 1,61 % eran hispanos o latinos de cualquier raza.